# Тоніна

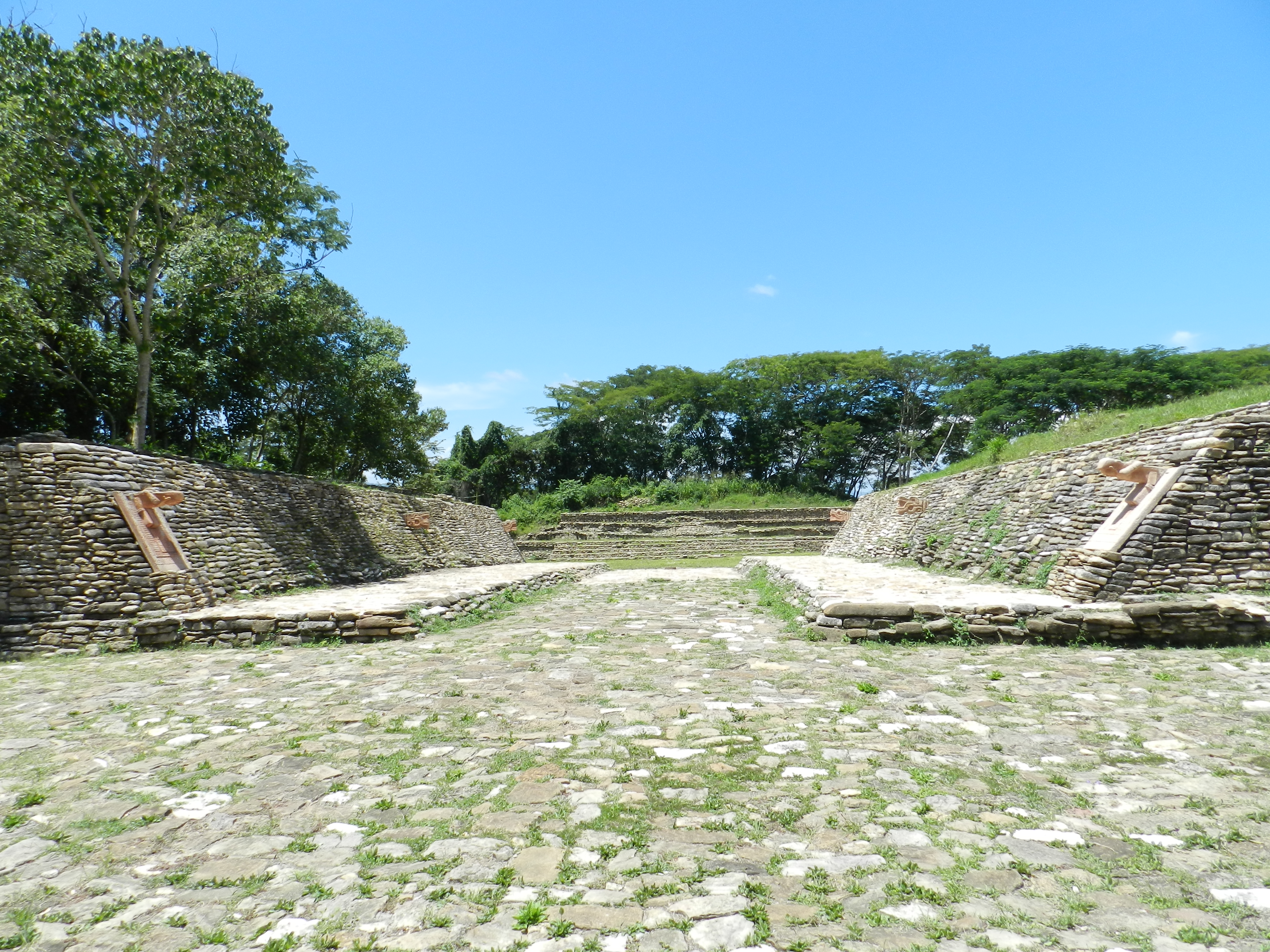
Тоніна

Тоніна — археологічна пам'ятка, що являє собою руїни міста цивілізації мая класичного періоду. Розташована у штаті Чіапас (Мексика). Назва з мови місцевих мая-цельталєй перекладається як «Кам'яний Дім».

## Історія
У давнину тут мешкали народності соке, які й дали їй назву «Білий» (Попо' або По). Прибулі племена мая витіснили соке, але залишили колишню назву Попо', що зрештою перетворилося на місто, відоме тепер як Тоніна. Надалі городище було столицею царства Попо', одного з найбільш значущих в західному регіоні мая.
Найраніша пам'ятка, виявлена в Тоніні, відповідає 217 року н. е., піку своєї потуги царство Попо' досягло наприкінці VII століття, коли після низки перемог у війнах проти сусіднього Баакульського царства місцеві ахави поширили свій вплив на області Лівобережжя Усумасінти. Тонина примітна також тим, що тут була виявлена найпізніша дата за Довгим рахунком з області мая, відповідна 20 січня 909 року.
У 2010 році виявлено саркофаг, що за часом відповідає початку X століття, який свідчить про вплив культури тольтеків або спорідненим їм народам. Вони, мексиканських археологів, ймовірно прийшли з району Пуебла-Тлашкала, узбережжя Мексиканської затоки і Оахаки — всі вони були пов'язані в той період з Тулою. Ці племена захопили і знищили Тоніна. За часів тольтеків тут існувала невеличка держава з 1000 до 1250 року.
Під час антиіспанського повстання 1558 року одна з груп мая, які брали участь в ньому, називала себе «людьми з По'».

## Опис
Розташовано в північно-західній частині штату Чіапас, в північній частині долини річки Окосінго, на відстані 13 км від містечка Окосінго. Загальна площа становить 6 га.

### Архітектура
Будівлі зведені у стилі Усумасінти, а також з частковим поєднання стилю Паленке. Старовинними будовами є «Споруда E5-5» та «Споруда D5-2» (вона була давніше за акрополь). За часів Ф. Катервуда внутрішні стіни «Споруди E5-5» були ще вкриті зробленими зі стукко фігурами, на даний час втраченими.
Ритуально-адміністративний центр відомий як «Акрополь» (храм-піраміда) займає площу 2,5 га. Він має 71 м заввишки, охоплює 7 терас, що виходять на північну сторону. Являє собою чітку геометричну форму. На території пам'ятки виявлено більш як 30 кам'яних палаців і храмів зі ступінчастим склепінням. З них цікавим є так званий Палац підземелля біля 2-ї тераси акрополя; а також «палац меандру» біля 4-ї тераси (його південний фасад прикрашено 4-ступінчастим меандром, сходи зі східної частини ведуть до трону, в одному із залів виявлено зображення пір'ястого змія.
Тут також розташовано декілька майданчиків для гри у м'яч: 699 року (так званий «Майданчик трьох перемог») часів царя К'ініч-Б'аакналь-Чаака, його прикрашено чудовий скульптурами, які зображували переможених ворогів; північний майданчик, що знаходиться неподалік від акрополя.

### Скульптура
На 4 і 5 терасах акрополя представлені скульптурні зображення зі стукко, що знаменують собою перемоги, зокрема над царями Баакуля (Паленке). Також на 5 терасі розташовано фриз із різьбленням, де також представлені перемоги царів Тоніни. Як матеріал застосовувався пісковик, а за стилем відповідає стилю Паленке (на думку дослідників цей фриз робив полонений майстер).
Кількість різних стел і статуй володарів становить 30, з них одна — на честь закінчення 5-річного циклу, дві — 10-річного (682 рік — монумент 8, 721 рік — монумент 110) і ще дві — 20-річного-к'атуна (613 і років). Серед цих монументів представлені переважно дві групи мотивів — «військова» і «династична».
Відмінністю стел є їхній менший розмір: у середньому вони мають 2 м заввишки. Особливістю скульптур є доволі округлі форми, також низка зображень представлені у двомірній формі. Вона досягалася висування фігури з площини. Усе свідчить про розквіт скульптури у 2-й половні VIII ст., коли в Тоніні сформувалася власна школа.
Науковий та культурний інтерес являють наступні:
- монумент 106, де на троні сидить цар Іцамнаах-Муут (відомий також як «Володар 1»);
- монумент 160, де містяться важливі дати з життя правителів Тоніни;
- монументи 91, 107, 125, 145 і 172, де йдеться про перемоги над ворогами;
- монумент 161 (великий круглий вівтар, в центрі якого розміщений величезний знак дня 5 Еб), де розповідається про церемонію освячення гробниці царя К'ініч-Б'аакналь-Чаака.

## Історія досліджень
Перший письмовий опис Тоніни склав чернець Хасінто Гаррідо, який жив наприкінці XVII ст. У 1808 році відбулася дослідницька експедиція Гійома Дюпо. У 1840 році городище відвідали Джон Ллойд Стефенс і Фредерік Кетервуд.
У 1920-х роках Тонину обстежили Франс Блом і Олівер Ла Фарж з університету Тулейн (Новий Орлеан, США), перші розкопки під керівництвом Еріка Томпсона і Сильвануса Морлі були проведені в 1940-х роках.
З 1972 по 1981 роки на території городища і прилеглого району долини Окосінго був здійснений проєкт Французької археологічної місії під головуванням П'єра Бекеліна і Клода Боде.
З 1984 року і дотепер археологічні дослідження в Тоніні ведуться під керівництвом Хуана Ядеуна Ангуло в рамках проєкту, організованого мексиканським Національним інститутом антропології та історії. У 2000 році з метою залучення туристів відкрито музей на території пам'ятки.